# Lordonbahn
| Brigadelokomotiven N° 90 und N° 435 der Lordonbahn, Mai/Juni 1918 Vollzug ausfahrend aus Feldbahnhof Urbeis in Richtung Feldbahnhof Passhöhe 28.5.–3.6.1918, Goswin van Haag, Hauptmann & Kommandeur der Eisenbahntruppen Eine der fünf Brigadelokomotiven der Lordonbahn |                     |                              |                         |
| Ehemaliger Streckenverlauf auf einer neuen Karte |                     |                              |                         |
| Streckenlänge: | 42 km               |                              |                         |
| Spurweite: | 600 mm (Schmalspur) |                              |                         |
| Maximale Neigung: | 50 ‰                |                              |                         |
| |                     |                              |                         |
| \| \| km[2] \| \| m.ü.M.[2] \| \| \| 0,0 \| Bhf. Weiler (Villé) \| 260 \| \| \| 2,2 \| Bhf. Bassemberg (Bassemberg) \| 281 \| \| \| 3,6 \| Bhf. Grube (Fouchy) \| 304 \| \| \| \| Bhf. Steingrube \| \| \| \| 7,4 \| Bhf. Urbeis \| 386 \| \| \| \| Ausw. Kestenbrück \| \| \| \| \| Ausw. Sylvestergrube \| \| \| \| 12,2 \| Bhf. Passhöhe \| 602 \| \| \| \| \| \| \| \| \| Ausw. Buchenhain \| \| \| \| \| Ausw. Waldeslust \| \| \| \| \| Bhf. Lubine \| \| \| \| 16,6 \| Bhf. Kapelle \| 598 \| \| \| 16,7 \| Hölzerne Bockbrücke \| Hölzerne Bockbrücke \| \| \| \| Ausw. Griessbach \| \| \| \| \| Bhf. Waldfrieden \| \| \| \| \| \| \| \| \| 22,4 \| Bhf. Wegspinne \| 729 \| \| \| 24,0 \| Ausw. Gruppe II \| Ausw. Gruppe II \| \| \| 25,6 \| Ausw. Rainburg \| Ausw. Rainburg \| \| \| 28,7 \| Bhf. Trois Maisons \| 515 \| \| \| 23,8 \| Ausweiche \| Ausweiche \| \| \| 25,2 \| Ausw. Buch \| Ausw. Buch \| \| \| 27 \| Bhf. Lusshof \| 827 \| \| \| \| \| \| \| \| \| Station Terminale \| \| \| \| \| Station Sup. Funiculare \| \| |                     |                              |                         |
| | km                  |                              | m.ü.M.                  |
| Kopfbahnhof Streckenanfang (Strecke außer Betrieb) | 0,0                 | Bhf. Weiler (Villé)          | 260                     |
| Bahnhof (Strecke außer Betrieb) | 2,2                 | Bhf. Bassemberg (Bassemberg) | 281                     |
| Bahnhof (Strecke außer Betrieb) | 3,6                 | Bhf. Grube (Fouchy)          | 304                     |
| Bahnhof (Strecke außer Betrieb) |                     | Bhf. Steingrube              | Bhf. Steingrube         |
| Bahnhof (Strecke außer Betrieb) | 7,4                 | Bhf. Urbeis                  | 386                     |
| |                     | Ausw. Kestenbrück            |                         |
| |                     | Ausw. Sylvestergrube         |                         |
| Bahnhof (Strecke außer Betrieb) | 12,2                | Bhf. Passhöhe                | 602                     |
| Abzweig geradeaus und nach links (Strecke außer Betrieb) · Strecke von rechts (außer Betrieb) |                     |                              |                         |
| Strecke (außer Betrieb) |                     | Ausw. Buchenhain             | Ausw. Buchenhain        |
| Strecke (außer Betrieb) |                     | Ausw. Waldeslust             | Ausw. Waldeslust        |
| Kopfbahnhof Streckenende (Strecke außer Betrieb) · Strecke (außer Betrieb) |                     | Bhf. Lubine                  | Bhf. Lubine             |
| Bahnhof (Strecke außer Betrieb) | 16,6                | Bhf. Kapelle                 | 598                     |
| Brücke über Wasserlauf (Strecke außer Betrieb) | 16,7                | Hölzerne Bockbrücke          | Hölzerne Bockbrücke     |
| |                     | Ausw. Griessbach             |                         |
| Bahnhof (Strecke außer Betrieb) |                     | Bhf. Waldfrieden             | Bhf. Waldfrieden        |
| Abzweig geradeaus und von links (Strecke außer Betrieb) · Strecke von rechts (außer Betrieb) |                     |                              |                         |
| Bahnhof (Strecke außer Betrieb) · Strecke (außer Betrieb) | 22,4                | Bhf. Wegspinne               | 729                     |
| Strecke (außer Betrieb) | 24,0                | Ausw. Gruppe II              | Ausw. Gruppe II         |
| Strecke (außer Betrieb) | 25,6                | Ausw. Rainburg               | Ausw. Rainburg          |
| Kopfbahnhof Streckenende (Strecke außer Betrieb) · Strecke (außer Betrieb) | 28,7                | Bhf. Trois Maisons           | 515                     |
| | 23,8                | Ausweiche                    | Ausweiche               |
| | 25,2                | Ausw. Buch                   | Ausw. Buch              |
| Bahnhof (Strecke außer Betrieb) | 27                  | Bhf. Lusshof                 | 827                     |
| Strecke von links (außer Betrieb) · Abzweig geradeaus und nach rechts (Strecke außer Betrieb) |                     |                              |                         |
| Kopfbahnhof Streckenende (Strecke außer Betrieb) · Strecke (außer Betrieb) |                     | Station Terminale            | Station Terminale       |
| Kopfbahnhof Streckenende (Strecke außer Betrieb) |                     | Station Sup. Funiculare      | Station Sup. Funiculare |

Die Lordonbahn war ein während des Ersten Weltkriegs von den deutschen Streitkräften verlegtes, 42 km langes Feldbahn-Netz von Weiler (Villé) im Elsaß zum 567 m höher gelegenen Chaume de Lusse in den Vogesen in Frankreich. Es handelte sich um eine strategische Bahn.  

## Geschichte
Die Feldbahn wurde Anfang 1915 von deutschen Pionieren und russischen Kriegsgefangenen gebaut.

## Name
Die Lordonbahn wurde nach dem Dorf L’Ordon benannt, das 2,25 km nordöstlich vom Chaume de Lusse liegt. Von Einheimischen wurde die Feldbahn Tacot Allemand genannt.

## Streckenverlauf
Das Netzwerk der Lordonbahn bestand aus einer 27 km langen Hauptstrecke von Villé bis zur Chaume de Lusse sowie drei Zweigstrecken vom Col d’Urbeis nach Lubine, von Wegespinne nach Trois Maisons und vom Gare du Lusshoff-les-Yraux bis zum Weiler La Pouxe.
Die Strecke mit einer Spurweite von 600 mm verlief im Elsaß im Val de Villé zum 602 m hohen Col de Urbeis, wo sie die Grenze nach Frankreich überquerte. Hinter der Grenze bog eine Zweigstrecke nach Westen nach Lubine ab. Am Bahnhof Wegspinne bog in Richtung Osten eine weitere Zweigstrecke nach Trois Maisons von der nach Süden führenden Hauptstrecke zum Bahnhof Lusshof (Chaume de Lusse) ab. Der Lusshof lag oberhalb des heutigen Maurice-Lemaire-Tunnels an der Seilbahnstation der Eberhardt-Seilbahn nach Klein Rumbach (Petit Rombach). Vom Lusshof führte eine Zweigstrecke um einen 876 m hohen Berggipfel herum zur Station Terminale bei La Pouxe in der Nähe von Wisembach mit einer weiteren Abzweigung zur Bergstation einer Seilbahn bei Les Yraux Fermes.

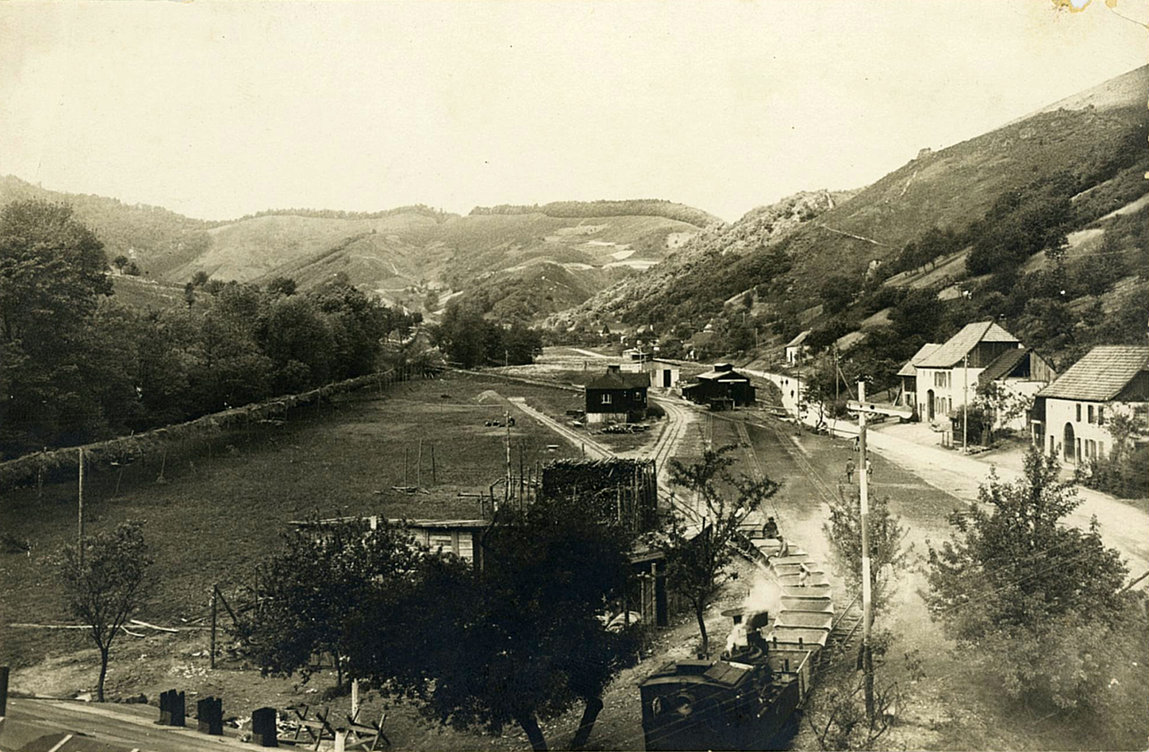
Feldbahnhof Urbeis, Mai/Juni 1918
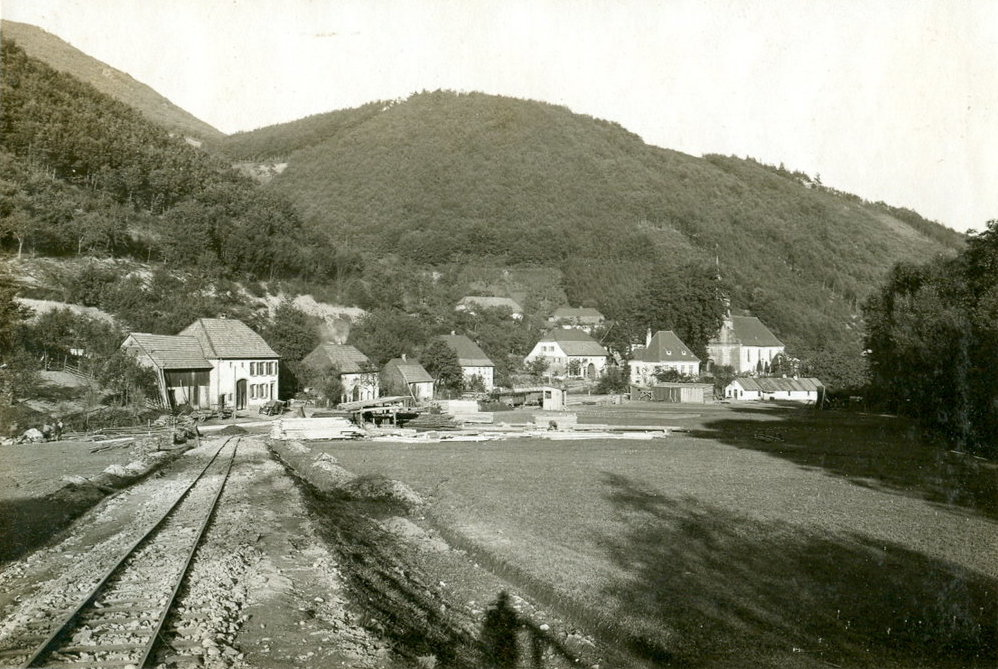
Blick auf den Bahnhof Urbeis im Bau
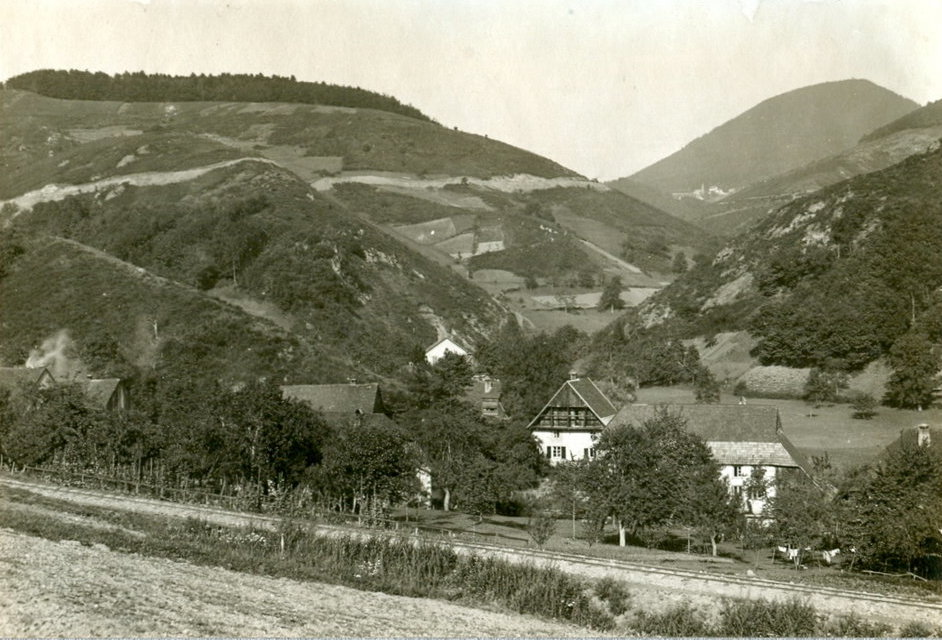
Blick von km 8,5 auf den Climont
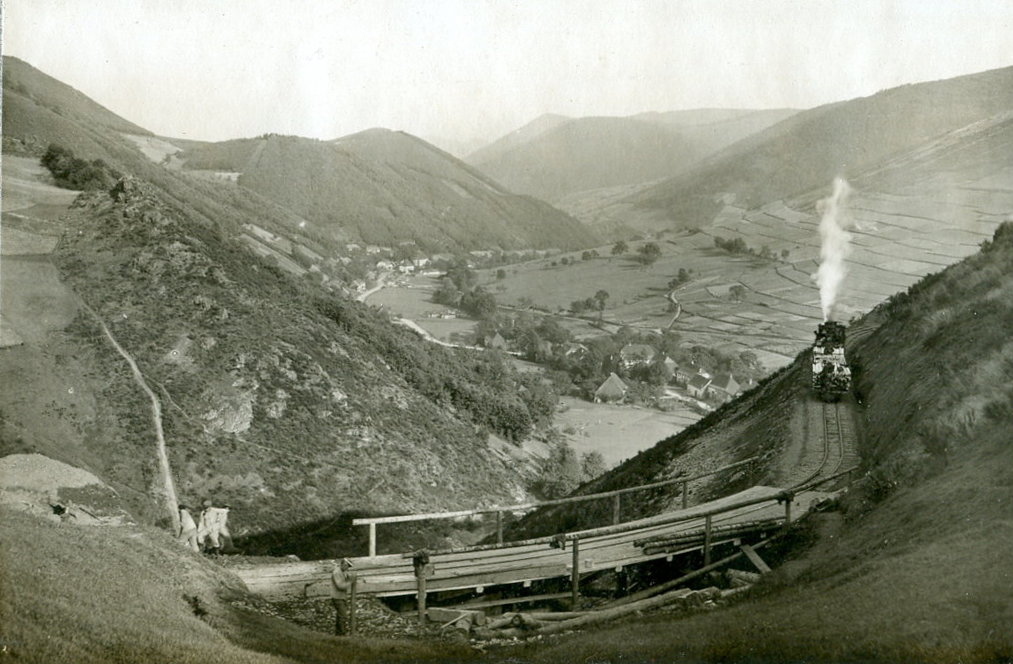
Rückblick von km 9,8 auf Urbeis

## Betrieb
Auf der Strecke fuhr unter anderem eine fabrikneue Borsig-Dampflokomotive mit fünf gekuppelten Radsätzen (Borsig, 10235/1917, E n2t). Am 31. Dezember 1917 waren fünf Brigadelokomotiven, acht Benzol-Lokomotiven und 97 Wagen auf der Lordonbahn im Einsatz, die von 193 Mann betrieben und gewartet wurden. Davon gehörten 77 Soldaten der 24. Bayerischen Brigade an und 87 Soldaten stammten aus anderen Militäreinheiten. Sie wurden von 19 Zivilisten und 10 Kriegsgefangenen aus Russland und Rumänien unterstützt. 
Täglich wurden fahrplanmäßig auf 6 Hin- und Herfahrten mit 32 Waggons insgesamt durchschnittlich 160 Tonnen Waffen, Munition und Nachschub sowie in der Gegenrichtung verwundete Soldaten zu den Lazaretten transportiert.